# Koko Head
Pour les articles homonymes, voir Koko.
Koko Head est le cap représentant la partie orientale de la baie de Maunalua, le long de la côte sud-est de l'île d'Oahu de l'archipel d'Hawaï. Son versant ouest abrite notamment Portlock, une partie de Hawaï Kai. Koko Head (196 m) est un ancien cône de tuf volcanique qui est quelque peu éclipsé par le cône de tuf voisin, le cratère Koko, avec son pic, Kohelepelepe (or Puʻu Mai), s'élevant à 368 m. Koko Head lui-même a trois dépressions importantes ou vieilles fentes, dont la plus grande forme la célèbre baie de Hanauma.
Il donne son nom au parc régional de Koko Head, administré par le comté d'Honolulu et qui englobe une grande partie de cette extrémité Est de Oahu.

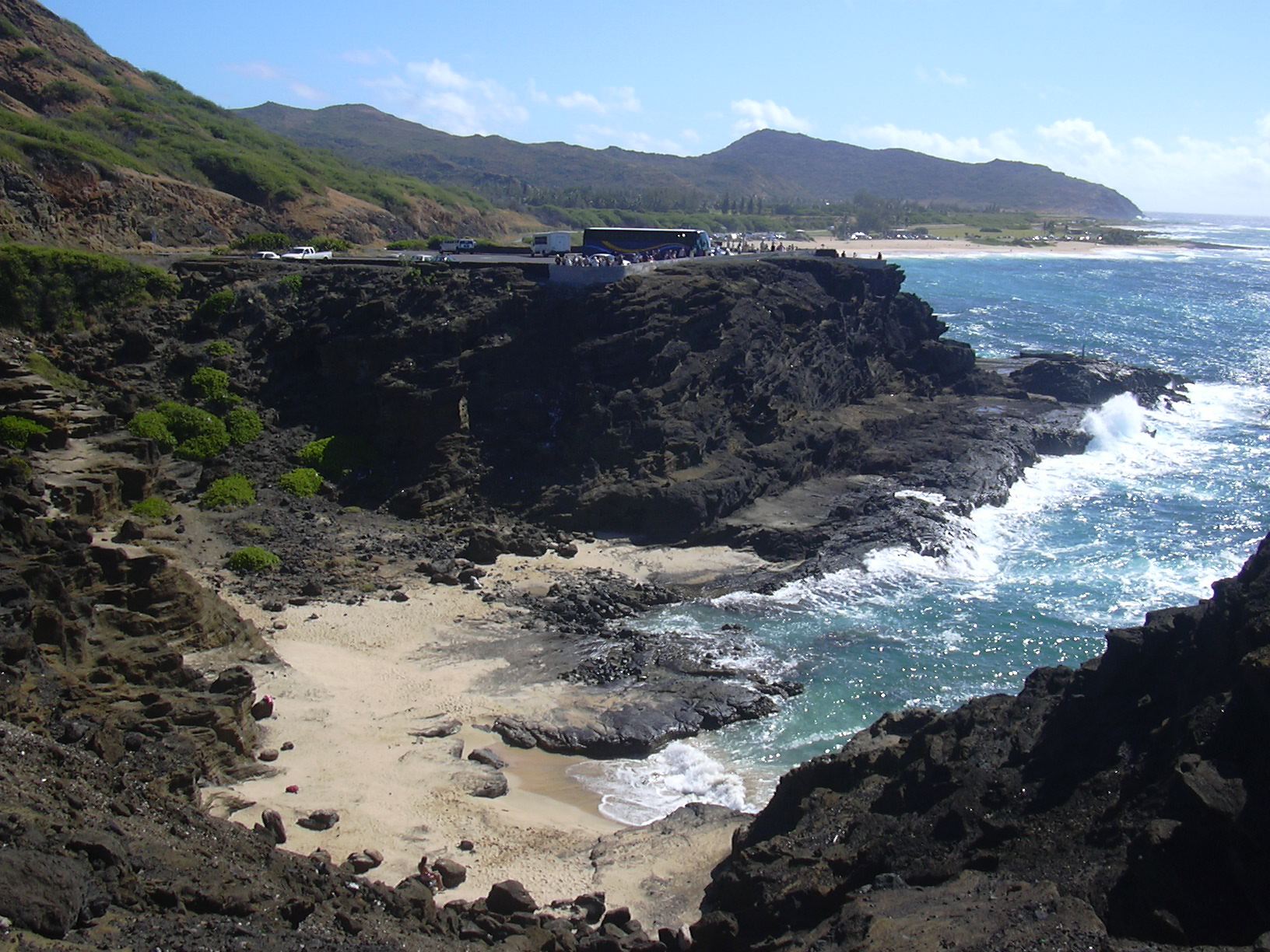
La côte vue depuis Koko Head.